# Belvédère-Campomoro
Belvédère-Campomoro é uma comuna francesa na região administrativa de Córsega, no departamento de Córsega do Sul. Estende-se por uma área de 26,37 km². 